# Alexander Echenique
Alexander Echenique (Táchira, 11 de novembro de 1971) é um ex-futebolista venezuelano que atuava como defensor.

## Carreira
Alexander Echenique integrou a Seleção Venezuelana de Futebol na Copa América de 1997.